# Lomtjärnen (Svartnäs socken, Dalarna, 676350-151085)
Lomtjärnen är en sjö i Falu kommun i Dalarna och ingår i Gavleåns huvudavrinningsområde.